# 5 Canum Venaticorum
5 Canum Venaticorum, som är stjärnans Flamsteed-beteckning, är en förmodad dubbelstjärna i den norra delen av stjärnbilden Jakthundarna,. Den har en skenbar magnitud på ca 4,77 och är svagt synlig för blotta ögat där ljusföroreningar ej förekommer. Baserat på parallaxmätning inom Hipparcosuppdraget på ca 8,7 mas, beräknas den befinna sig på ett avstånd på ca 375 ljusår (ca 115 parsek) från solen. Den rör sig närmare solen med en heliocentrisk radialhastighet på ca –14 km/s.

## Egenskaper
Primärstjärnan 5 Canum Venaticorum A är en gul till vit jättestjärna i huvudserien av spektralklass G7 III Ba0.3 där suffixnoten anger att den är en mild bariumstjärna, vilket innebär att stjärnans atmosfär har utökats av s-processelement som troligen överförs från den stjärna som nu är en omkretsande vit följeslagare. Den har en massa som är ca 3 solmassor, en radie som är ca 12 solradier  och utsänder ca 174 gånger mera energi än solen från dess fotosfär vid en effektiv temperatur på ca 5 100 K.
5 Canum Venaticorum är en misstänkt förmörkelsevariabel (E:), som har visuell magnitud +4,77 och varierar i amplitud med 0,07 magnituder utan någon fastställd periodicitet.